# Lolita Davidovich
Lolita Davidovich, född 15 juli 1961 i London i Ontario, är en kanadensisk skådespelare som medverkat i såväl film- som TV-produktioner. Hon slog igenom med rollen som Blaze Starr i filmen Blaze (1989).

## Filmografi i urval
- 1983 – Jonathans frestelse
- 1987 – En natt på stan
- 1987 – The Big Town
- 1989 – Blaze
- 1991 – JFK
- 1991 – Den innersta cirkeln
- 1991 – Kärlek på kredit
- 1992 – Cains många ansikten
- 1992 – Mirakel till salu
- 1993 – Boiling Point
- 1994 – Det bitterljuva livet
- 1994 – Cobb
- 1995 – Nu och för alltid
- 1995 – Vicken looser
- 1997 – Djungel till djungel
- 1997 – Touch
- 1998 – Gods and Monsters
- 1999 – Mystery, Alaska
- 1999 – Play It to the Bone
- 1999 – No Vacancy
- 2002 – Dark Blue
- 2003 – Brottsplats Hollywood
- 2006 – Kill Your Darlings
- 2007 – September Dawn
- 2015 – The Longest Ride
- 2015 – True Detective (TV-serie, fyra avsnitt)
- 2016 – Shades of Blue (TV-serie, sju avsnitt)